# 4143 Huziak
4143 Huziak је астероид главног астероидног појаса чија средња удаљеност од Сунца износи 3,088 астрономских јединица (АЈ).
Апсолутна магнитуда астероида је 12,5.